# Danmarks statsminister
Danmarks statsminister är landets regeringschef. Statsministern leder Danmarks regering och måste erhålla stöd i Folketinget, för att kunna kvarstå i ämbetet i enlighet med parlamentarismens principer som är inskrivna i Danmarks rikes grundlag.
Ämbetet har officiellt funnits sedan 22 mars 1848, men kan spåras tillbaka till 1676, då Frederik Ahlefeldt utnämndes till storkansler.
Mette Frederiksen är Danmarks statsminister sedan 27 juni 2019.

## Bakgrund
Från 1676 till 1730 hade Danmarks högste icke-kunglige regeringstjänsteman titeln Storkansler. Under resten av 1700-talet och första halvan av 1800-talet, fram till avskaffandet av det kungliga enväldet 1848, kallades ämbetet Danmarks minister för statsärenden, eller i dagligt tal statsminister. 
Det danska statsministerämbetet av dags dato tar sin början den 22 mars 1848 vid kung Fredrik VII:s utnämning av Adam Wilhelm Moltke i den så kallade marsministären. Danmark gick från envälde till konstitutionell monarki när kung Fredrik VII den 5 juni 1849 undertecknade Danmarks Riges Grundlov. Titeln för ministärens främste minister var då premiärminister (danska: premierminister), vilken också användes i 1849 års grundlag. 
Parlamentarismens de facto genombrott i Danmark skedde 1901, något som i efterhand har benämnts som systemskiftet 1901. Den så kallade "påskekrisen" 1920, då kung Kristian X avskedade statsminister Carl Theodor Zahle, blev dock en tillfällig återgång i kunglig maktutövning som kungen tvingades back ifrån och parlamentarismen skrevs slutligen in i grundlagen 1953.
Titeln konseljpresident (danska: konseilspræsident) användes även som titel för statsministern, och i Fællesforfatningen 1855 (gemensam grundlag för Danmark och hertigdömenena Schleswig och Holstein) var det den officiella titeln. När 1915 års grundlag trädde i kraft 1918, hade titeln för regeringschefen ändrats till statsminister, liksom i de övriga nordiska länderna Norge och Sverige. 
Till skillnad för övriga danska ministrar fick regeringschefen ett eget ministerium, Statsministeriet, först 1914. Innan dess, liksom i många år därefter, hade regeringschefen även i tillägg en portfölj som fackminister, som varierade från respektive ämbetsinnehavare.
Helle Thorning-Schmidt blev 2011 den första kvinnan på befattningen som statsminister.

## Ämbetsuppgifter

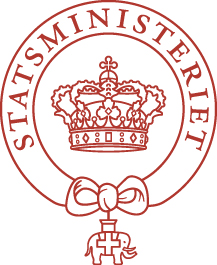
Statsministeriets symbol med Kristian V:s krona och Elefantordens band.

Statsministern och regeringen utnämns av monarken, och enligt den sedvana som uppkommit sedan demokratins genombrott är det ledaren för det parti som har starkast stöd i Folketinget som utses till statsminister. Ifall regeringen förlorar en misstroendeomröstning måste statsministern antingen avgå, tillsammans med hela regeringen, eller be monarken att upplösa Folketinget och utlysa nyval. 
Statsministern är de facto att betrakta som landets verkliga ledare. Genom 1900-talet så har statsministerns ställning i grundlagen stärkts, främst genom grundlagsrevisionen 1953.
Statsministern, regeringen och ministrarna styr formellt alltjämt i monarkens namn, som enligt Danmarks rikes grundlag innehar den högsta verkställande makten i landet. Grundlagens §§ 12-13 fastslår emellertid att makten följer med ansvaret och eftersom monarken är fri från ansvar så kan regeringsmakten enbart utövas genom ministrarna eftersom det är dem som är ansvariga.
| ”                                  | § 12. Kongen har med de i denne grundlov fastsatte indskrænkninger den højeste myndighed over alle rigets anliggender og udøver den gennem ministrene. § 13. Kongen er ansvarsfri; hans person er fredhellig. Ministrene er ansvarlige for regeringens førelse; deres ansvarlighed bestemmes nærmere ved lov. | „ |
| – Danmarks Riges Grundlov §§12-13, | |   |

Statsministern har också möjlighet att upplösa Folketinget och utlysa nyval, vilket han eller hon måste göra senast fyra år efter det senaste valet.
Statsministern har ingen politisk makt över självstyret i Danmarks autonoma regioner Färöarna och Grönland, vilket å andra sidan Folketinget har. Alla lagar som stiftas av de färöiska och grönländska riksdagarna måste ratificeras av Folketinget.
Bland statsministerns specifika ansvar ingår:
- Frågor rörande Rigsfællesskabet, dvs förhållandet mellan Danmark, Färöarna och Grönland
- Frågor rörande monarkin
- Frågor rörande pressen liksom stats- och författningsrätt
- Fördelning av ministerportföljernas uppdelning och ansvarsområden
- Utnämningar och entlediganden av ministrar

### Statsministeriet

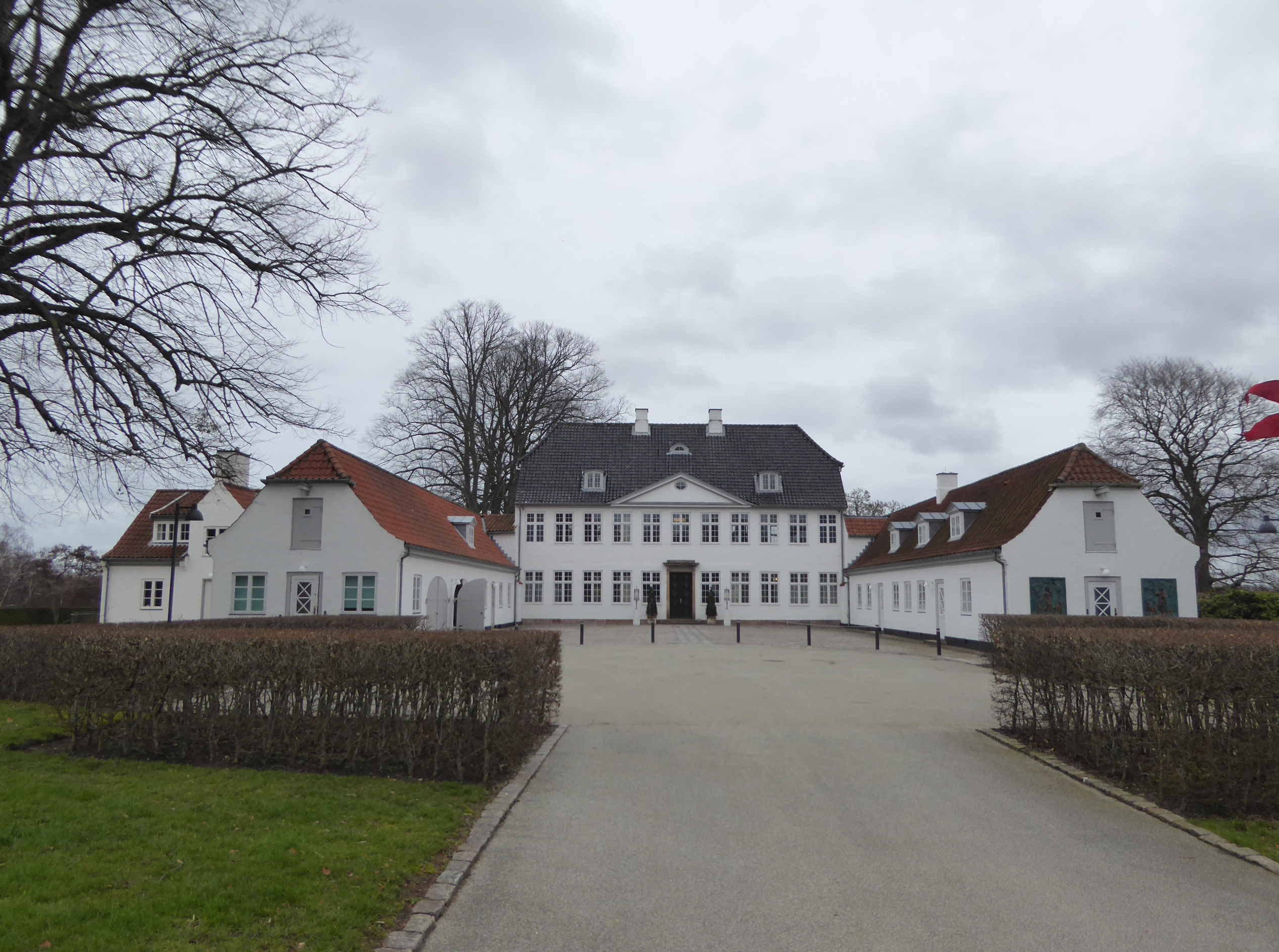
Marienborg.

Statsministeriet är det ministerium som leds av statsministern. Statsministern liksom Statsministeriet har sitt säte i Christiansborgs slott på Slotsholmen i Köpenhamn.

## Residens
Egendomen Marienborg, som är belägen i Kongens Lyngby norr for Köpenhamn, har sedan 1960 fungerat som statsministerns tjänstebostad liksom rekreations- och representationsbostad.

## Lista över Danmarks regeringschefer sedan 1676

### Förste minister under kungligt envälde 1676–1848
Dessa var inte i formell mening regeringschefer, eftersom regeringen under enväldets tid leddes av kungen, men hade i praktiken en position som kan liknas vid regeringschefens.

#### Storkanslerer 1676–1730
| Namn                              | Bild | Födelse                   | Tillträde       | Frånträde                                             | Död                                                   | Källor |
| --------------------------------- | ---- | ------------------------- | --------------- | ----------------------------------------------------- | ----------------------------------------------------- | ------ |
| Frederik Ahlefeldt                |      | 1623                      | 1676            | 7 juli 1686                                           | 7 juli 1686                                           |        |
| Conrad Reventlow                  |      | 21 april 1644 i Köpenhamn | 26 augusti 1699 | 21 juli 1708 på sätesgården Clausholm utanför Randers | 21 juli 1708 på sätesgården Clausholm utanför Randers |        |
| Christian Christophersen Sehested |      | 22 februari 1666          | 1708            | 1721                                                  | 19 juli 1740                                          |        |
| Ulrik Adolf Holstein              |      | 14 april 1664             | 20 juni 1721    | 17 oktober 1730                                       | 21 augusti 1737                                       |        |
| Namn                              | Bild | Födelse                   | Tillträde       | Frånträde                                             | Död                                                   | Källor |

#### Statsministrar 1730–1848
| Namn                            | Bild | Födelse                                             | Tillträde | Frånträde | Död                                              | Källor |
| ------------------------------- | ---- | --------------------------------------------------- | --- | --- | ------------------------------------------------ | ------ |
| Iver Rosenkrantz                |      | 5 december 1674 i Rosenholm i Århus                 | 17 oktober 1730                                                                                                   | 12 maj 1735 | 13 november 1745 i Rosenholm i Århus             |        |
| Johan Ludvig Holstein           |      | 7 september 1694 på godset Lübz i tyska Mecklenburg | 12 maj 1735 | 29 januari 1763                                                                                                   | 29 januari 1763                                  |        |
| Johan Hartvig Ernst Bernstorff  |      | 13 maj 1712 i tyska Hannover                        | 1751 | 13 september 1770                                                                                                 | 18 februari 1772 i tyska Hamburg                 |        |
| Johann Friedrich Struensee      |      | 5 augusti 1737 i tyska Halle an der Saale           | 13 september 1770                                                                                                 | 17 januari 1772 avsatt och fängslad                                                                               | 28 april 1772 i Köpenhamn (avrättad)             |        |
| Ove Høegh-Guldberg              |      | 1 september 1731 i Horsens                          | 17 januari 1772 övertog styrelsen i praktiken vid Struensees avsättning 6 april 1784 formellt utnämnd till posten | 14 april 1784 avlägsnad från posten av kronprins Fredrik, när denne övertog styrelsen från sin psykiskt sjuke far | 8 februari 1808 på godset Hald i Viborg          |        |
| Andreas Peter Bernstorff        |      | 28 augusti 1735 i tyska Hannover                    | 14 april 1784 | 21 juni 1797 i Köpenhamn                                                                                          | 21 juni 1797 i Köpenhamn                         |        |
| Christian Bernstorff            |      | 3 april 1769 i Köpenhamn                            | 22 juni 1797 | 1810 | 18 mars 1835 i Berlin                            |        |
| Frederik Moltke                 |      | 18 januari 1754 i Odense                            | 1810 | 1814 | 4 juli 1836 på Vallø slott i Stevn               |        |
| Frederik Julius Kaas            |      | 24 augusti 1758 i Köpenhamn                         | 1814 | 1814 | 11 januari 1827                                  |        |
| Joachim Godske Moltke           |      | 27 juli 1746 på godset Marienborg på Møn            | 1814 | 24 augusti 1818                                                                                                   | 5 oktober 1818 i Köpenhamn                       |        |
| Ernst Heinrich von Schimmelmann |      | 4 december 1747 i tyska Dresden                     | 1818 | 1824 | 9 februari 1831 i Köpenhamn                      |        |
| Otto Joachim Moltke             |      | 11 juni 1770 på slottet Amalienborg i Köpenhamn     | 1824 | 30 mars 1842 | 1 februari 1853 i Espe på Fyn                    |        |
| Poul Christian von Stemann      |      | 14 april 1764 i Köpenhamn                           | 1842 | 22 mars 1848 | 25 november 1855 på godset Herlufsholm i Næstved |        |
| Namn                            | Bild | Födelse                                             | Tillträde | Frånträde | Död                                              | Källor |

### Regeringschefer i en konstitutionell monarki 1848–idag

#### Premiärministrar 1848–1855
| Namn       | Namn                      | Bild | Födelse                                   | Tillträde        | Frånträde        | Död                          | Politisk tillhörighet | Regering | Källor |
| ---------- | ------------------------- | ---- | ----------------------------------------- | ---------------- | ---------------- | ---------------------------- | --------------------- | -------- | ------ |
|            | Adam Wilhelm Moltke       |      | 25 augusti 1785 i Egebjerggård på Fyn     | 22 mars 1848     | 27 januari 1852  | 15 februari 1864 i Köpenhamn | Opolitisk             | Moltke I | [ 14 ] |
| Moltke II  | Adam Wilhelm Moltke       |      | 25 augusti 1785 i Egebjerggård på Fyn     | 22 mars 1848     | 27 januari 1852  | 15 februari 1864 i Köpenhamn | Opolitisk             |          | [ 14 ] |
| Moltke III | Adam Wilhelm Moltke       |      | 25 augusti 1785 i Egebjerggård på Fyn     | 22 mars 1848     | 27 januari 1852  | 15 februari 1864 i Köpenhamn | Opolitisk             |          | [ 14 ] |
| Moltke IV  | Adam Wilhelm Moltke       |      | 25 augusti 1785 i Egebjerggård på Fyn     | 22 mars 1848     | 27 januari 1852  | 15 februari 1864 i Köpenhamn | Opolitisk             |          | [ 14 ] |
|            | Christian Albrecht Bluhme |      | 27 december 1794 i Köpenhamn              | 27 januari 1852  | 21 april 1853    |                              | Opolitisk             | Bluhme I | [ 14 ] |
|            | Anders Sandøe Ørsted      |      | 21 december 1778 i Rudkøbing på Langeland | 21 april 1853    | 12 december 1854 | 1 maj 1860 i Köpenhamn       | Opolitisk             | Ørsted   | [ 14 ] |
|            | Peter Georg Bang          |      | 7 oktober 1797 i Köpenhamn                | 12 december 1854 | 12 oktober 1855  |                              | Opolitisk             | Bang     | [ 14 ] |
| Namn       | Namn                      | Bild | Födelse                                   | Tillträde        | Frånträde        | Död                          | Politisk tillhörighet | Regering | Källor |

#### Konseljpresidenter 1855–1918
| Namn           | Namn                                | Bild | Födelse                                                                     | Tillträde        | Frånträde                   | Död                                                                            | Politisk tillhörighet  | Regering              | Källor |
| -------------- | ----------------------------------- | ---- | --------------------------------------------------------------------------- | ---------------- | --------------------------- | ------------------------------------------------------------------------------ | ---------------------- | --------------------- | ------ |
|                | Peter Georg Bang                    |      |                                                                             | 12 oktober 1855  | 18 oktober 1856             | 2 april 1861 i Köpenhamn                                                       | Opolitisk              | Bang                  | [ 14 ] |
|                | Carl Georg Andræ                    |      | 14 oktober 1812 i Hjertebjergs prästgård på Møn                             | 18 oktober 1856  | 13 maj 1857                 | 2 februari 1893 i Köpenhamn                                                    | Opolitisk              | Andræ                 | [ 14 ] |
|                | Carl Christian Hall                 |      | 25 februari 1812 i Köpenhamn                                                | 13 maj 1857      | 2 december 1859             |                                                                                | Nationalliberalerna    | Hall I                | [ 14 ] |
|                | Carl Eduard Rotwitt                 |      | 2 mars 1812 i Hillerød                                                      | 2 december 1859  | 8 februari 1860 i Köpenhamn | 8 februari 1860 i Köpenhamn                                                    | Bondevennernes selskab | Rotwitt               | [ 14 ] |
|                | Carl Christian Hall                 |      |                                                                             | 24 februari 1860 | 31 december 1863            | 14 augusti 1888 i Frederiksberg utanför Köpenhamn                              | Nationalliberalerna    | Hall II               | [ 14 ] |
|                | Ditlev Gothard Monrad               |      | 24 november 1811 i Köpenhamn                                                | 31 december 1863 | 11 juli 1864                | 28 mars 1887 i Nykøbing på Falster                                             | Nationalliberalerna    | Monrad                | [ 14 ] |
|                | Christian Albrecht Bluhme           |      |                                                                             | 11 juli 1864     | 6 november 1865             | 16 december 1866 i Köpenhamn                                                   | Opolitisk              | Bluhme II             | [ 14 ] |
|                | Christian Emil Krag-Juel-Vind-Frijs |      | 8 december 1817 på godset Frijsenborg i Hammels socken i Favrskov i Jylland | 6 november 1865  | 28 maj 1870                 | 12 oktober 1896 på sätesgården Boller i Uths socken i Horsens                  | Opolitisk              | Frijs                 | [ 14 ] |
|                | Ludvig Holstein-Holsteinborg        |      | 18 juli 1815 på Holsteinborgs slott i Slagelse på Själland                  | 28 maj 1870      | 14 juli 1874                | 28 april 1892 i Köpenhamn                                                      | Opolitisk              | Holstein-Holsteinborg | [ 14 ] |
|                | Christen Andreas Fonnesbech         |      | 7 juli 1817 i Köpenhamn                                                     | 14 juli 1874     | 11 juni 1875                | 17 maj 1880 i Köpenhamn                                                        | Opolitisk              | Fonnesbech            | [ 14 ] |
|                | Jacob Brønnum Scavenius Estrup      |      | 16 april 1825 i Sorø på Själland                                            | 11 juni 1875     | 7 augusti 1894              | 24 december 1913 på sätesgården Kongsdal i Undløse socken i Holbæk på Själland | Højre                  | Estrup                | [ 14 ] |
|                | Tage Reedtz-Thott                   |      | 13 mars 1839 på Gavnø i Vejlø socken i Næstved                              | 7 augusti 1894   | 23 maj 1897                 | 27 november 1923 på Gavnø i Vejlø socken i Næstved                             | Højre                  | Reedtz-Thott          | [ 14 ] |
|                | Hugo Egmont Hørring                 |      | 17 augusti 1842 i Köpenhamn                                                 | 23 maj 1897      | 27 april 1900               | 13 februari 1909 i Köpenhamn                                                   | Højre                  | Hørring               | [ 14 ] |
|                | Hannibal Sehested                   |      | 16 november 1842 i Gudme på Fyn                                             | 27 april 1900    | 24 juli 1901                | 19 september 1924 i Gudme på Fyn                                               | Højre                  | Sehested              | [ 14 ] |
|                | Johan Henrik Deuntzer               |      | 20 maj 1845 i Köpenhamn                                                     | 24 juli 1901     | 14 januari 1905             | 16 november 1918 i Charlottenlund utanför Köpenhamn                            | Venstre                | Deuntzer              | [ 14 ] |
|                | Jens Christian Christensen          |      | 21 november 1856 i Houen på Jylland                                         | 14 januari 1905  | 12 oktober 1908             | 19 december 1930 i Hee på Jylland                                              | Venstre                | Christensen I         | [ 14 ] |
| Christensen II | Jens Christian Christensen          |      | 21 november 1856 i Houen på Jylland                                         | 14 januari 1905  | 12 oktober 1908             | 19 december 1930 i Hee på Jylland                                              | Venstre                |                       | [ 14 ] |
|                | Niels Neergaard                     |      | 27 juni 1854 i Ugilt nära Hjørring på norra Jylland                         | 12 oktober 1908  | 16 augusti 1909             |                                                                                | Venstre                | Neergaard I           | [ 14 ] |
|                | Ludvig Holstein-Ledreborg           |      | 10 juni 1839 i Hochberg i tyska Württemberg                                 | 16 augusti 1909  | 28 oktober 1909             | 1 mars 1912 på godset Ledreborg i Allerslevs socken i Lejre på Själland        | Venstre                | Holstein-Ledreborg    | [ 14 ] |
|                | Carl Theodor Zahle                  |      | 19 januari 1866 i Roskilde på Själland                                      | 28 oktober 1909  | 5 juli 1910                 |                                                                                | Radikale Venstre       | Zahle I               | [ 14 ] |
|                | Klaus Berntsen                      |      | 12 juni 1844 i Eskildstrup på Fyn                                           | 5 juli 1910      | 21 juni 1913                | 27 mars 1927 i Köpenhamn                                                       | Venstre                | Berntsen              | [ 14 ] |
|                | Carl Theodor Zahle                  |      |                                                                             | 21 juni 1913     | 20 april 1918               |                                                                                | Radikale Venstre       | Zahle II              | [ 14 ] |
| Namn           | Namn                                | Bild | Födelse                                                                     | Tillträde        | Frånträde                   | Död                                                                            | Politisk tillhörighet  | Regering              | Källor |

#### Statsministrar 1918–idag
| Namn                      | Namn                   | Bild                                                               | Födelse                                                | Tillträde                  | Frånträde                                       | Död                                           | Politisk tillhörighet   | Regering                                         | Källor               |
| ------------------------- | ---------------------- | ------------------------------------------------------------------ | ------------------------------------------------------ | -------------------------- | ----------------------------------------------- | --------------------------------------------- | ----------------------- | ------------------------------------------------ | -------------------- |
|                           | Carl Theodor Zahle     |                                                                    |                                                        | 21 april 1918              | 30 mars 1920                                    | 3 februari 1946 i Gentofte utanför Köpenhamn  | Radikale Venstre        | Zahle II                                         | [ 14 ]               |
|                           | Otto Liebe             |                                                                    | 24 maj 1860 i Köpenhamn                                | 30 mars 1920               | 5 april 1920                                    | 21 mars 1929 i Köpenhamn                      | Opolitisk               | Liebe                                            | [ 14 ]               |
|                           | Michael Petersen Friis |                                                                    | 22 oktober 1857 i Odense                               | 5 april 1920               | 5 maj 1920                                      | 24 april 1944 i Köpenhamn                     | Opolitisk               | Friis                                            | [ 14 ]               |
|                           | Niels Neergaard        |                                                                    |                                                        | 5 maj 1920                 | 23 april 1924                                   | 2 september 1936 i Köpenhamn                  | Venstre                 | Neergaard II                                     | [ 14 ]               |
| Neergaard III             | Niels Neergaard        |                                                                    |                                                        | 5 maj 1920                 | 23 april 1924                                   | 2 september 1936 i Köpenhamn                  | Venstre                 |                                                  | [ 14 ]               |
|                           | Thorvald Stauning      |                                                                    | 26 oktober 1873 i Köpenhamn                            | 23 april 1924              | 14 december 1926                                |                                               | Socialdemokratiet       | Stauning I                                       | [ 14 ]               |
|                           | Thomas Madsen-Mygdal   |                                                                    | 24 december 1876 i Mygdal på Hjørring på norra Jylland | 14 december 1926           | 30 april 1929                                   | 23 februari 1943 i Köpenhamn                  | Venstre                 | Madsen-Mygdal                                    | [ 14 ]               |
|                           | Thorvald Stauning      |                                                                    |                                                        | 30 april 1929              | 3 maj 1942 i Köpenhamn                          | 3 maj 1942 i Köpenhamn                        | Socialdemokratiet       | Stauning II                                      | [ 14 ]               |
| Stauning III              | Thorvald Stauning      |                                                                    |                                                        | 30 april 1929              | 3 maj 1942 i Köpenhamn                          | 3 maj 1942 i Köpenhamn                        | Socialdemokratiet       |                                                  | [ 14 ]               |
| Stauning IV               | Thorvald Stauning      |                                                                    |                                                        | 30 april 1929              | 3 maj 1942 i Köpenhamn                          | 3 maj 1942 i Köpenhamn                        | Socialdemokratiet       |                                                  | [ 14 ]               |
| Stauning V                | Thorvald Stauning      |                                                                    |                                                        | 30 april 1929              | 3 maj 1942 i Köpenhamn                          | 3 maj 1942 i Köpenhamn                        | Socialdemokratiet       |                                                  | [ 14 ]               |
| Stauning VI               | Thorvald Stauning      |                                                                    |                                                        | 30 april 1929              | 3 maj 1942 i Köpenhamn                          | 3 maj 1942 i Köpenhamn                        | Socialdemokratiet       |                                                  | [ 14 ]               |
|                           | Vilhelm Buhl           |                                                                    | 16 oktober 1881 i Fredericia i Vejle på Jylland        | 4 maj 1942                 | 9 november 1942                                 |                                               | Socialdemokratiet       | Buhl I                                           | [ 14 ]               |
|                           | Erik Scavenius         |                                                                    | 13 juli 1877 på godset Klintholm på Møn                | 9 november 1942            | 29 augusti 1943 (de facto) 5 maj 1945 (de jure) | 29 november 1962 i Gentofte utanför Köpenhamn | Opolitisk               | Scavenius                                        | [ 14 ]               |
|                           | Departementschefstyret |                                                                    | –                                                      | 29 augusti 1943 (de facto) | 5 maj 1945 (de facto)                           | –                                             | Opolitisk               | –                                                |                      |
|                           | Vilhelm Buhl           |                                                                    |                                                        | 5 maj 1945                 | 7 november 1945                                 | 18 december 1954 i Köpenhamn                  | Socialdemokratiet       | Buhl II                                          | [ 14 ]               |
|                           | Knud Kristensen        |                                                                    | 25 oktober 1880 i Ringkøbing på Jylland                | 7 november 1945            | 13 november 1947                                | 29 september 1962 i Humlebæk på Själland      | Venstre                 | Kristensen                                       | [ 14 ]               |
|                           | Hans Hedtoft           |                                                                    | 21 april 1903 i Århus på Jylland                       | 13 november 1947           | 30 oktober 1950                                 |                                               | Socialdemokratiet       | Hans Hedtoft I                                   | [ 14 ]               |
|                           | Erik Eriksen           |                                                                    | 20 november 1902 i Ringe på Fyn                        | 30 oktober 1950            | 30 september 1953                               | 7 oktober 1972 i Esbjerg på Jylland           | Venstre                 | Erik Eriksen                                     | [ 14 ]               |
|                           | Hans Hedtoft           |                                                                    |                                                        | 30 september 1953          | 29 januari 1955 i Stockholm i Sverige           | 29 januari 1955 i Stockholm i Sverige         | Socialdemokratiet       | Hans Hedtoft II                                  | [ 14 ]               |
|                           | Hans Christian Hansen  |                                                                    | 8 november 1906 i Århus på Jylland                     | 1 februari 1955            | 19 februari 1960 i Köpenhamn                    | 19 februari 1960 i Köpenhamn                  | Socialdemokratiet       | H.C. Hansen I                                    | [ 14 ]               |
| H.C. Hansen II            | Hans Christian Hansen  |                                                                    | 8 november 1906 i Århus på Jylland                     | 1 februari 1955            | 19 februari 1960 i Köpenhamn                    | 19 februari 1960 i Köpenhamn                  | Socialdemokratiet       |                                                  | [ 14 ]               |
|                           | Viggo Kampmann         |                                                                    | 21 juli 1910 i Frederiksberg utanför Köpenhamn         | 21 februari 1960           | 3 september 1962                                | 3 juni 1976 i Köpenhamn                       | Socialdemokratiet       | Viggo Kampmann I                                 | [ 14 ]               |
| Viggo Kampmann II         | Viggo Kampmann         |                                                                    | 21 juli 1910 i Frederiksberg utanför Köpenhamn         | 21 februari 1960           | 3 september 1962                                | 3 juni 1976 i Köpenhamn                       | Socialdemokratiet       |                                                  | [ 14 ]               |
|                           | Jens Otto Krag         |                                                                    | 15 september 1914 i Randers på Jylland                 | 3 september 1962           | 2 februari 1968                                 |                                               | Socialdemokratiet       | Jens Otto Krag I                                 | [ 14 ]               |
| Jens Otto Krag II         | Jens Otto Krag         |                                                                    | 15 september 1914 i Randers på Jylland                 | 3 september 1962           | 2 februari 1968                                 |                                               | Socialdemokratiet       |                                                  | [ 14 ]               |
|                           | Hilmar Baunsgaard      | Hilmar Baunsgaard (till vänster) och USA:s president Richard Nixon | 26 februari 1920 i Slagelse                            | 2 februari 1968            | 11 oktober 1971                                 | 2 juli 1989 i Gentofte utanför Köpenhamn      | Radikale Venstre        | Hilmar Baunsgaard                                | [ 14 ]               |
|                           | Jens Otto Krag         |                                                                    |                                                        | 11 oktober 1971            | 5 oktober 1972                                  | 22 juni 1978 i Skiveren på norra Jylland      | Socialdemokratiet       | Jens Otto Krag III                               | [ 14 ]               |
|                           | Anker Jørgensen        |                                                                    | 13 juli 1922 i Köpenhamn                               | 5 oktober 1972             | 19 december 1973                                |                                               | Socialdemokratiet       | Anker Jørgensen I                                | [ 14 ]               |
|                           | Poul Hartling          |                                                                    | 14 augusti 1914 i Köpenhamn                            | 19 december 1973           | 13 februari 1975                                | 30 april 2000 i Köpenhamn                     | Venstre                 | Poul Hartling                                    | [ 14 ]               |
|                           | Anker Jørgensen        |                                                                    |                                                        | 13 februari 1975           | 10 september 1982                               | 20 mars 2016 i Köpenhamn                      | Socialdemokratiet       | Anker Jørgensen II                               | [ 14 ]               |
| Anker Jørgensen III       | Anker Jørgensen        |                                                                    |                                                        | 13 februari 1975           | 10 september 1982                               | 20 mars 2016 i Köpenhamn                      | Socialdemokratiet       |                                                  | [ 14 ]               |
| Anker Jørgensen IV        | Anker Jørgensen        |                                                                    |                                                        | 13 februari 1975           | 10 september 1982                               | 20 mars 2016 i Köpenhamn                      | Socialdemokratiet       |                                                  | [ 14 ]               |
| Anker Jørgensen V         | Anker Jørgensen        |                                                                    |                                                        | 13 februari 1975           | 10 september 1982                               | 20 mars 2016 i Köpenhamn                      | Socialdemokratiet       |                                                  | [ 14 ]               |
|                           | Poul Schlüter          |                                                                    | 3 april 1929 i Tønder på Jylland                       | 10 september 1982          | 25 januari 1993                                 | 27 maj 2021 i Frederiksberg på Själland       | Konservative Folkeparti | Poul Schlüter I                                  | [ 14 ]               |
| Poul Schlüter II          | Poul Schlüter          |                                                                    | 3 april 1929 i Tønder på Jylland                       | 10 september 1982          | 25 januari 1993                                 | 27 maj 2021 i Frederiksberg på Själland       | Konservative Folkeparti |                                                  | [ 14 ]               |
| Poul Schlüter III         | Poul Schlüter          |                                                                    | 3 april 1929 i Tønder på Jylland                       | 10 september 1982          | 25 januari 1993                                 | 27 maj 2021 i Frederiksberg på Själland       | Konservative Folkeparti |                                                  | [ 14 ]               |
| Poul Schlüter IV          | Poul Schlüter          |                                                                    | 3 april 1929 i Tønder på Jylland                       | 10 september 1982          | 25 januari 1993                                 | 27 maj 2021 i Frederiksberg på Själland       | Konservative Folkeparti |                                                  | [ 14 ]               |
|                           | Poul Nyrup Rasmussen   |                                                                    | 15 juni 1943 i Esbjerg på Jylland                      | 25 januari 1993            | 27 november 2001                                |                                               | Socialdemokratiet       | Poul Nyrup Rasmussen I                           | [ 14 ]               |
| Poul Nyrup Rasmussen II   | Poul Nyrup Rasmussen   |                                                                    | 15 juni 1943 i Esbjerg på Jylland                      | 25 januari 1993            | 27 november 2001                                |                                               | Socialdemokratiet       |                                                  | [ 14 ]               |
| Poul Nyrup Rasmussen III  | Poul Nyrup Rasmussen   |                                                                    | 15 juni 1943 i Esbjerg på Jylland                      | 25 januari 1993            | 27 november 2001                                |                                               | Socialdemokratiet       |                                                  | [ 14 ]               |
| Poul Nyrup Rasmussen IV   | Poul Nyrup Rasmussen   |                                                                    | 15 juni 1943 i Esbjerg på Jylland                      | 25 januari 1993            | 27 november 2001                                |                                               | Socialdemokratiet       |                                                  | [ 14 ]               |
|                           | Anders Fogh Rasmussen  |                                                                    | 26 januari 1953 i Ginnerup i Grenå på Jylland          | 27 november 2001           | 5 april 2009                                    |                                               | Venstre                 | Anders Fogh Rasmussen I                          | [ 14 ]               |
| Anders Fogh Rasmussen II  | Anders Fogh Rasmussen  |                                                                    | 26 januari 1953 i Ginnerup i Grenå på Jylland          | 27 november 2001           | 5 april 2009                                    |                                               | Venstre                 |                                                  | [ 14 ]               |
| Anders Fogh Rasmussen III | Anders Fogh Rasmussen  |                                                                    | 26 januari 1953 i Ginnerup i Grenå på Jylland          | 27 november 2001           | 5 april 2009                                    |                                               | Venstre                 |                                                  | [ 14 ]               |
|                           | Lars Løkke Rasmussen   |                                                                    | 15 maj 1964 i Vejle på Jylland                         | 5 april 2009               | 3 oktober 2011                                  |                                               | Venstre                 | Lars Løkke Rasmussen I                           | [ 14 ] [ 16 ]        |
|                           | Helle Thorning-Schmidt |                                                                    | 14 december 1966 i Rødovre utanför Köpenhamn           | 3 oktober 2011             | 28 juni 2015                                    |                                               | Socialdemokraterne      | Helle Thorning-Schmidt I                         | [ 14 ] [ 17 ] [ 18 ] |
| Helle Thorning-Schmidt II | Helle Thorning-Schmidt |                                                                    | 14 december 1966 i Rødovre utanför Köpenhamn           | 3 oktober 2011             | 28 juni 2015                                    |                                               | Socialdemokraterne      |                                                  | [ 14 ] [ 17 ] [ 18 ] |
|                           | Lars Løkke Rasmussen   |                                                                    | 15 maj 1964 i Vejle                                    | 28 juni 2015               | 27 juni 2019                                    |                                               | Venstre                 | Lars Løkke Rasmussen II Lars Løkke Rasmussen III | [ 14 ] [ 19 ] [ 20 ] |
|                           | Mette Frederiksen      |                                                                    | 19 november 1977 i Aalborg                             | 27 juni 2019               |                                                 |                                               | Socialdemokratiet       | Frederiksen I Frederiksen II                     | [ 14 ] [ 21 ] [ 22 ] |
| Namn                      | Namn                   | Bild                                                               | Födelse                                                | Tillträde                  | Frånträde                                       | Död                                           | Politisk tillhörighet   | Regering                                         | Källor               |